# Leo Beenhakker
Leo Beenhakker (2. srpna 1942, Rotterdam - 10. dubna 2025) byl nizozemský fotbalový trenér.
Vedl řadu klubů, nejznámější z nich jsou Real Madrid, Ajax Amsterdam a Feyenoord. 

## Trenérská kariéra
Leo Beenhakker trénoval na klubové úrovni SV Epe, BV Veendam, SC Cambuur, Go Ahead Eagles, Ajax Amsterdam, Real Zaragoza, FC Volendam, Real Madrid, Grasshoppers, Club América, İstanbulspor, CD Guadalajara, Vitesse Arnhem a Feyenoord.
Na reprezentační úrovni trénoval Nizozemsko (MS 1990), Saúdskou Arábii, Trinidad a Tobago (MS 2006) a Polsko (ME 2008).

## Úspěchy
Ajax
- Eredivisie (2): 1979–80, 1989–90

Real Madrid
- La Liga (3): 1986–87, 1987–88, 1988–89
- Copa del Rey (1): 1988–89

Feyenoord
- Eredivisie (1): 1998–99